# Izabella Bukowska
Izabella Bukowska-Chądzyńska (ur. 14 lutego 1973 w Poznaniu) – polska aktorka teatralna, filmowa, dubbingowa i radiowa, prezenterka telewizyjna, reżyserka. Ma na swoim koncie role w Teatrze Polskiego Radia.

## Życiorys
Popularność zyskała, prowadząc telewizyjny magazyn sensacyjny SUPERexpress TV na antenie Polsatu. Grała również w serialu TV4 zatytułowanym Mecenas Lena Barska, gdzie otrzymała angaż do roli tytułowej mecenas. Nagrała płytę, na której zaśpiewała polskie kolędy i pastorałki.
Absolwentka PWST w Warszawie (1996). W latach 1996–2024 aktorka Teatru Polskiego w Warszawie.

## Filmografia
- 2024: Barwy szczęścia – Cichecka
- 2024: Leśniczówka – Maślakowa
- 2022: Agenci: Biuro detektywistyczne – Dagmara Wass (od odc. 7)
- 2020: Policjantki i policjanci – Beata, szefowa klubu
- 2019: Na dobre i na złe – dziennikarka Marzena (odc. 747)
- 2018: Selekcja – Radwaniec, szefowa mafii[2]
- 2017–2018: Na sygnale – matka pacjentki, matka pacjenta (odc. 128, 196)
- 2017–2018: Mecenas Lena Barska – pani mecenas Lena Barska (odc. 1-18)
- 2017: Ultraviolet – Alicja (tylko głos) (odc. 2)
- 2016: Szpital dziecięcy – Roksana Magoń, matka Jasia (odc. 6)
- 2013: Barwy szczęścia – przedstawicielka firmy Kruk (odc. 936)
- 2009: Teraz albo nigdy! – nauczycielka (odc. 28)
- 2004: Na dobre i na złe – Barbara Lechicka, matka Kacpra (odc. 176)
- 2003: M jak miłość – świadek na procesie Radomskiej (odc. 161)
- 2003–2018: Na Wspólnej – 3 role: koleżanka Alicji, matka Zosi, pracownica ośrodka
- 1998: Historia kina w Popielawach – Jagoda
- 1997: Klan – Weronika Kędzierska, żona Czarka

## Role teatralne
- od 2025: Marlena - jako Marlena Dietrich - spektakl wyjazdowy [3]
- 2017–2023: Marlena. Ostatni Koncert jako młoda Marlena Dietriech, Teatr Polski w Warszawie
- 2018–2024: Żołnierz królowej Madagaskaru jako Zorżeta, Teatr Polski w Warszawie
- 2013: Wszędzie just wyspa Tu, Teatr Polski w Warszawie
- 2013: Pinokio, jako Wróżka, Teatr Polski w Warszawie
- 2010: Z kim tak Ci będzie źle jak ze mną, jako Iza, Teatr Muzyczny Roma[4]
- 2008: Przygody Sindbada Żeglarza (teatr TV), jako Najdroższa (Syrena)
- 1998: Zemsta (reż. Andrzej Łapicki) jako Klara, Teatr Polski w Warszawie
- 1997: Kram z piosenkami (teatr TV)
- 1997: Dziady (teatr TV)
- 1994: Dwaj panowie z Werony (teatr TV)

## Polski dubbing
- 2022: Pan Wilk i Spółka – Diane Foxington
- 2021: Marcel muszelka w różowych bucikach – Lesley Stahl
- 2022: Fałszywa dwunastka – Nora[5]
- 2021: Nic strasznego – Vivian[6]
- 2020: Andy i podwodny świat – lektor
- 2020: Przygody Rocky’ego i Łosia Superktosia – Natasza
- 2020: The Last of Us Part II – Maria
- 2019: Shakes & Fidget – Pani podróźnik
- 2018: Chilling Adventures of Sabrina – Mary Wardell / Madam Szatan
- 2018: Hotel Transylwania 3 – Erika
- 2017: Gadający Tom i Przyjaciele – Becca
- 2017: OK K.O.! Po prostu walcz – Carol
- 2017: Gru, Dru i Minionki – Lucy
- 2016: League of Legends – Camille, Stalowy Cień
- 2016: No Man’s Sky – egzokombinezon
- 2016: Wiedźmin 3: Krew i wino – Syanna
- 2016: Kung Fu Panda 3 – Żmija
- 2016: Uncharted 4: Kres złodzieja – Elena Fisher
- 2011–2015: Jessie – Christina Ross
- 2015: Violetta – Priscilla Ferro, matka Ludmiły (sezon 3)
- 2015: Pingwiny z Madagaskaru – Ewa
- 2014: Czarownica Emma
- 2013: Młodzi Tytani: Akcja! – Raven
- 2012–2015: Avatar: Legenda Korry – Suyin Beifong
- 2013: Ratchet & Clank: Nexus – Vendra Prog
- 2012: The Elder Scrolls V: Skyrim – Dragonborn –
  - Milore Ienth,
  - Aphia Velothi
- 2012: The Elder Scrolls V: Skyrim – Dawnguard –
  - Sorine Jurard,
  - Obserwator Szkarłatnego Domu,
  - Sprzedawca
- 2011: Scooby Doo i Brygada Detektywów – Nan Blake, mama Daphne (odc. 1-3, 11-12, 18, 26)
- 2011: Pokémon: Czerń i Biel – Bianca
- 2011: Wiedźmin 2: Zabójcy królów –
  - Meira,
  - prostytutka
- 2011: The Elder Scrolls V: Skyrim –
  - Lydia,
  - Arkadia,
  - Sigrid,
  - Ria,
  - Carlotta Valentia,
  - Ahlam,
  - Curwe,
  - Annekke Kozica-Górska,
  - Luaffyn,
  - Arivanya,
  - Dinya Balu,
  - Alessandra,
  - Lisette,
  - Silana Petreia,
  - Pantea Ateia,
  - Sayma,
  - Vittoria Vici,
  - Anuriel,
  - Wylandriah,
  - Nenya,
  - Margret,
  - Uaile,
  - Daighre,
  - Seren,
  - Swanhvir,
  - Leonara Arius,
  - Michel Lylvieve,
  - Illia,
  - Bandyci,
  - Strażnicy Stendarra,
  - Renegaci
- 2011: Uncharted 3: Oszustwo Drake’a – Elena Fisher
- 2011: Niesławny: Infamous 2 – Sara
- 2011: Ben 10: Ultimate Alien – Eunice
- 2011: Kung Fu Panda 2 – Żmija
- 2011: 1812: Serce Zimy – Sonia
- 2011: Test Drive Unlimited 2 – Tess Wintory
- 2010: God of War: Duch Sparty – Atena
- 2010: Arcania: Gothic 4 – Ivy
- 2010: Mass Effect 2 – Seryna
- 2010: God of War III – Atena
- 2010: Toy Story 3 – Jessie
- 2009: Uncharted 2: Pośród złodziei – Elena Fisher
- 2009: Aaron Stone – Cerabella
- 2009: Dragon Age: Początek
- 2009: Góra Czarownic – Tina
- 2008–2009: Strażnicy z Chinatown – Sue
- 2008: Batman: Odważni i bezwzględni – Helena / Huntress
- 2008: Księżniczka z krainy słoni – pani Klemet
- 2008: Marta mówi
- 2008: Stich!
- 2008: Tajemniczy Sobotowie –
  - Sita (odc. 16),
  - Abbey (odc. 20-21)
- 2008: Prince of Persia – księżniczka Elika
- 2008: Dziewczyny Cheetah 3 – Gita
- 2008: Garfield: Festyn humoru – Bonnie
- 2008: Małpy w kosmosie – telefonistka
- 2008: Kung Fu Panda – Żmija
- 2007: Wiedźmin –
  - elfka,
  - kobieta z chustą,
  - biała dama,
  - postacie poboczne
- 2007: ICarly – pani Fielder (odc. 47)
- 2007: Klub Winx – tajemnica zaginionego królestwa – Daphne
- 2006: Złota Rączka – Piła
- 2006: Heroes of Might and Magic V –
  - Freyda,
  - Malsara,
  - Smok Cienia
- 2006: Neverwinter Nights 2 – Elanee
- 2006: Na psa urok – Lori
- 2005–2008: Ben 10 – nauczycielka (odc. 1)
- 2005–2008: Harcerz Lazlo – Greta
- 2005: Tom i Jerry: Szybcy i kudłaci
- 2005: Kurczak Mały
- 2005: Transformerzy: Cybertron – mama Coby’ego i Buda
- 2005: Podwójne życie Jagody Lee – mama Jagody, Raja i Dennisa
- 2005: Wallace i Gromit: Klątwa królika – Milady Tottington
- 2004–2008: Batman – Pam Isley / Poison Ivy
- 2004–2006: Liga Sprawiedliwych bez granic –
  - Loana – żona Supermana w jego marzeniach (odc. 2),
  - Ogień (odc. 27),
  - Tara – żona Travisa (odc. 29)
- 2004: Terminal – Amelia Warren
- 2004: Wygraj randkę – Rosalee Futch
- 2004: Iniemamocni
- 2004: Transformerzy: Wojna o Energon – Alexis
- 2004: Pupilek – pani Helperman
- 2004: Świątynia pierwotnego zła – Fruella
- 2003: Xiaolin – pojedynek mistrzów – Syrena Dyris
- 2003: Zapłata
- 2003: Dziewczyny i miłość
- 2003: Mali agenci 3D: Trójwymiarowy odjazd
- 2003–2005: Młodzi Tytani – Raven
- 2003–2004: Megas XLR – Kiva
- 2002: Mali agenci 2: Wyspa marzeń – mama
- 2002: Jakub Jakub
- 2001: But Manitou – Uschi
- 2000: Uciekające kurczaki – Ginger
- 2000: Sztruksik – Rosetta
- 2000–2003: X-Men: Ewolucja – Jean Grey
- 1999–2001: Batman przyszłości – Max Gibson
- 1999: Toy Story 2 – Jessie
- 1998: Teknoman – Maggie
- 1997–2009: Bibi Blocksberg – Cecylia Thunderstorm (odc. 23)
- 1997–1999: Wesoła farma – pani Łapka
- 1997–1998: Przygody Olivera Twista
- 1997: Księżniczka Sissi – Sissi
- 1997: Batman i Robin – Batgirl / Barbara Wilson
- 1995: Jeszcze bardziej zgryźliwi tetrycy – Melania
- 1994: Scooby Doo i baśnie z tysiąca i jednej nocy – Aladynka
- 1993–1994: Hello Kitty
- 1992–1995: Batman – Trujący Bluszcz / dr Pamela Lillian Isley
- 1984–1985: Tęczowa kraina
- 1983: Dookoła świata z Willym Foggiem – hinduska królowa
- 1981–1989: Smerfy – Gapik (w sezonach 5, 6 i 8, niektórych odcinkach 7)
- 1978: Był sobie człowiek
- 1972–1973: Nowy Scooby Doo
- 1960–1966: Flintstonowie